# Christian Andriantseheno
Christian Andriantseheno, né le 10 janvier 1973, est un joueur de pétanque malgacho-français.

## Biographie
Champion du Monde avec l'équipe du Madagascar en triplette en 1999 avec Kalias Oukabay et Jean-Jacky Randrianandrasana. Il remporte les Masters de pétanque 2017 avec Christian Fazzino, Diego Rizzi et Charles Weibel (Equipe Fazzino).
Vice champion de France en triplette avec fara et sarrio 2022
Champion de France de club en 2023 pour le club  de bron

## Clubs
- 2017-? : Pétanque Moulinoise (Allier)
- ?- : Club Pétanque Bron Terraillon (Rhône)

## Palmarès

### Séniors

#### Championnats du Monde
Champion du Monde
- Triplette 1999 (avec Kalias Oukabay et Jean-Jacky Randrianandrasana) :  Equipe du Madagascar

#### Masters de pétanque
Vainqueur
- 2017 (avec Christian Fazzino, Diego Rizzi et Charles Weibel) : Equipe Fazzino